# Schlacht bei Stary Sącz
Erster Einfall 1240–41

Sandomierz (1) – Tursko – Chmielnik – Tarczek – Kraków (1) – Ratibor – Oppeln – Liegnitz
Zweiter Einfall 1259–60

Sandomierz (2) – Kraków (2)
Dritter Einfall 1287–88

Łagów – Dunajec – Stary Sącz
In der Schlacht bei Stary Sącz besiegte im Januar 1288 ein polnisch-ungarisches Heer eine mongolische Streitmacht.

## Schlacht
Die Mongolen begannen den Dritten Mongoleneinfall in Polen mit zwei Armeen. Die Südliche Armee wurde von Nogai Khan befehligt. Der polnische Seniorherzog Leszek der Schwarze war im Winter 1287 noch mit Kämpfen gegen die Nördliche Mongolenarmee unter Tulabugha im Heiligkreuzgebirge beschäftigt. Im Dezember 1287 belagerte zunächst die Südliche Armee erfolglos Krakau und begann dann mit der Plünderung des Umlandes und der Region Podhale. Dem widersetzten sich die örtliche Bevölkerung, die Goralen, die die Lager der Mongolen an dem Fluss Dunajec überfielen und die Mongolen aus ihrer Region vertrieben. Die Mongolen rückten nach der Schlacht am Dunajec ab und belagerten Stary Sącz. In der Zwischenzeit vereinigte sich das polnische Heer unter Leszek dem Schwarzen mit dem ungarischen Heer unter dem Woiwoden George Baksa. Die Belagerer wurden von dem Entsatzheer überrascht und verloren die Schlacht. Nach dieser Niederlage zogen sich die Mongolen unter Nogai Khan Ende Januar 1288 aus Polen und Ungarn zurück.